# Dietrichstraße (Trier)
Die Dietrichstraße ist eine Innerortsstraße in der Stadt Trier (Rheinland-Pfalz). Sie verbindet den Hauptmarkt mit dem Paulusplatz und ist eine der sechs vom Hauptmarkt wegführenden Straßen. Das östliche Teilstück der Straße zwischen Hauptmarkt und der Kreuzung Justizstraße/Walramsneustraße ist Teil der Fußgängerzone.
An der Dietrichstraße wurde im 15. Jahrhundert die Universität Trier gegründet. Das denkmalgeschützte Gebäude beheimatet heute das Sozialgericht und das  Arbeitsgericht. In der Straße stehen noch 18 weitere Kulturdenkmäler, darunter das Rote Haus, der Frankenturm sowie das ehemalige Klarissenkloster St. Maria Magdalena. In der Dietrichstraße 51 befindet sich der Haupteingang des Spielzeugmuseums Trier.
Der Name der Straße ist seit 1240 als platea Thirici urkundlich belegt und vermutlich nach den Besitzungen eines Trierer Schöffen, durch die sie führte, benannt.
Der an den Hauptmarkt angrenzende östliche Teil der Dietrichstraße mit den Hausnummern 1–6 und 44–54 gehört zum Kulturdenkmal Denkmalzone Marktbezirk.
Die Glockenuhr am Brähmigschen Haus (Haus-Nr. 53, links neben dem Roten Haus) spielt tagsüber zu jeder vollen Stunde die Melodie eines Musikstückes, das je nach Saison wechselt, beispielsweise das Mosellied (Im weiten deutschen Lande) des Trierer Domorganisten Georg Schmitt, den Moselgruß des Trierer Komponisten Karl Werding oder das Weihnachtslied Süßer die Glocken nie klingen.

## Bilder

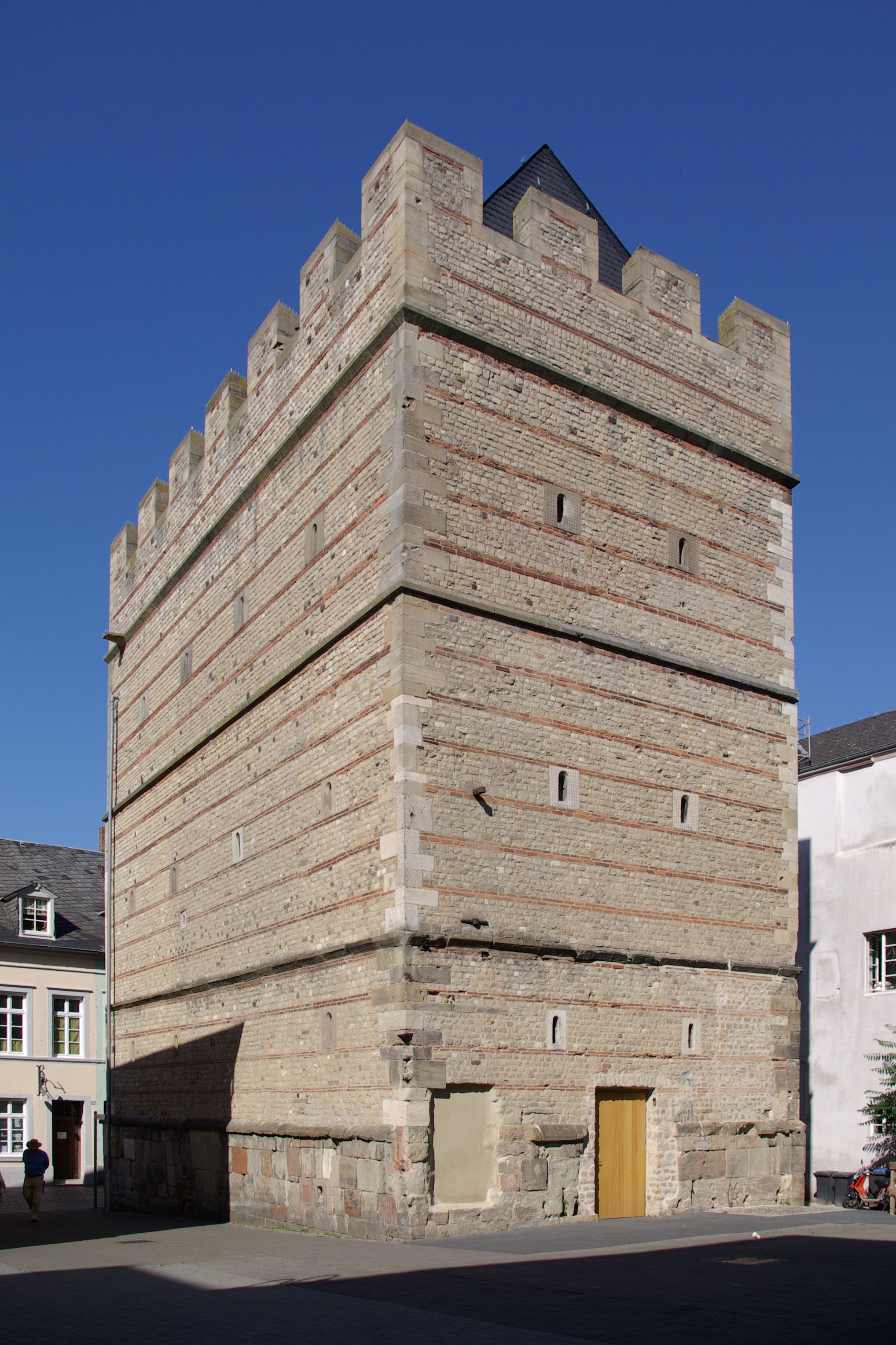
Frankenturm, Dietrichstraße 6
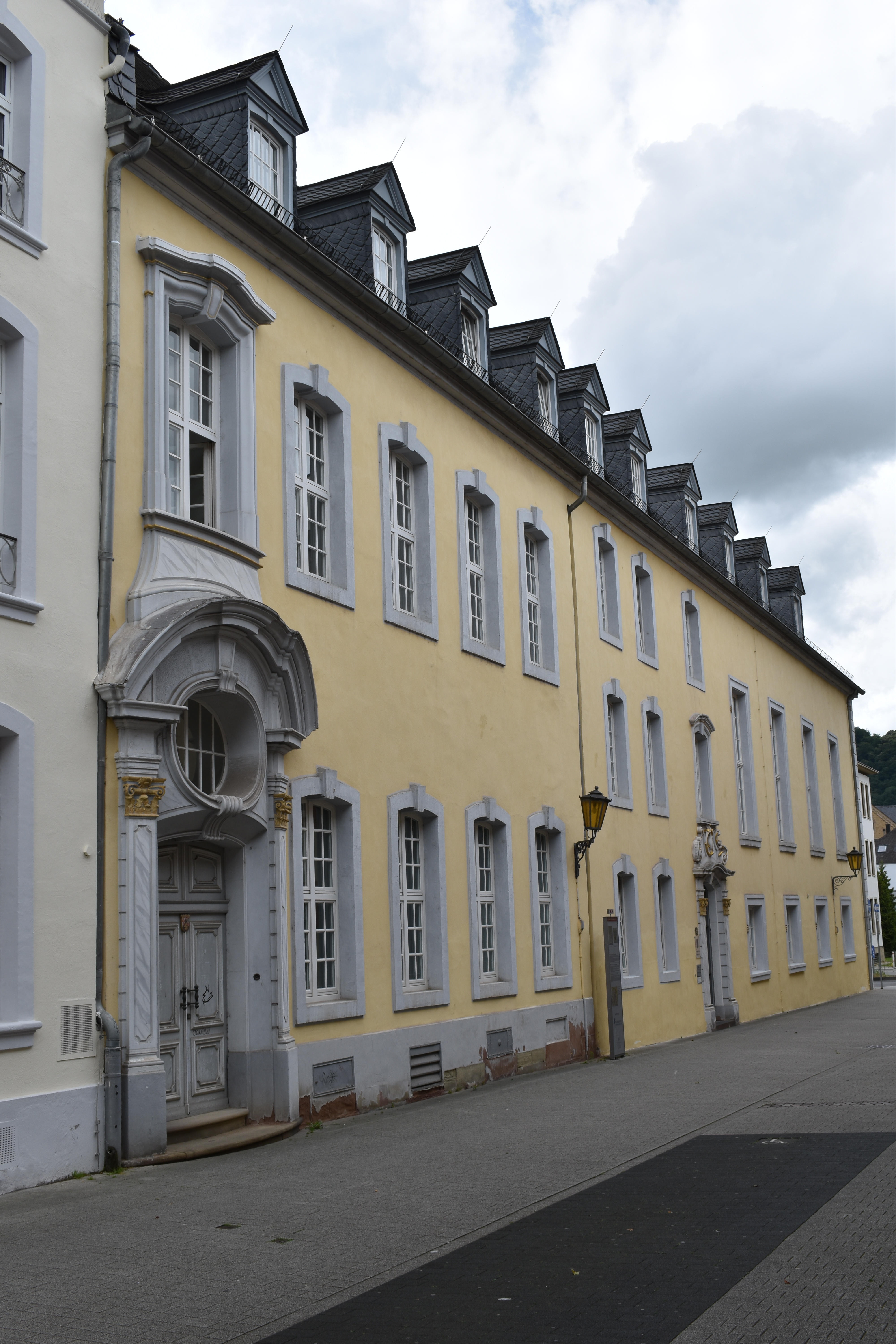
Gerichtsgebäude, Dietrichstraße 13
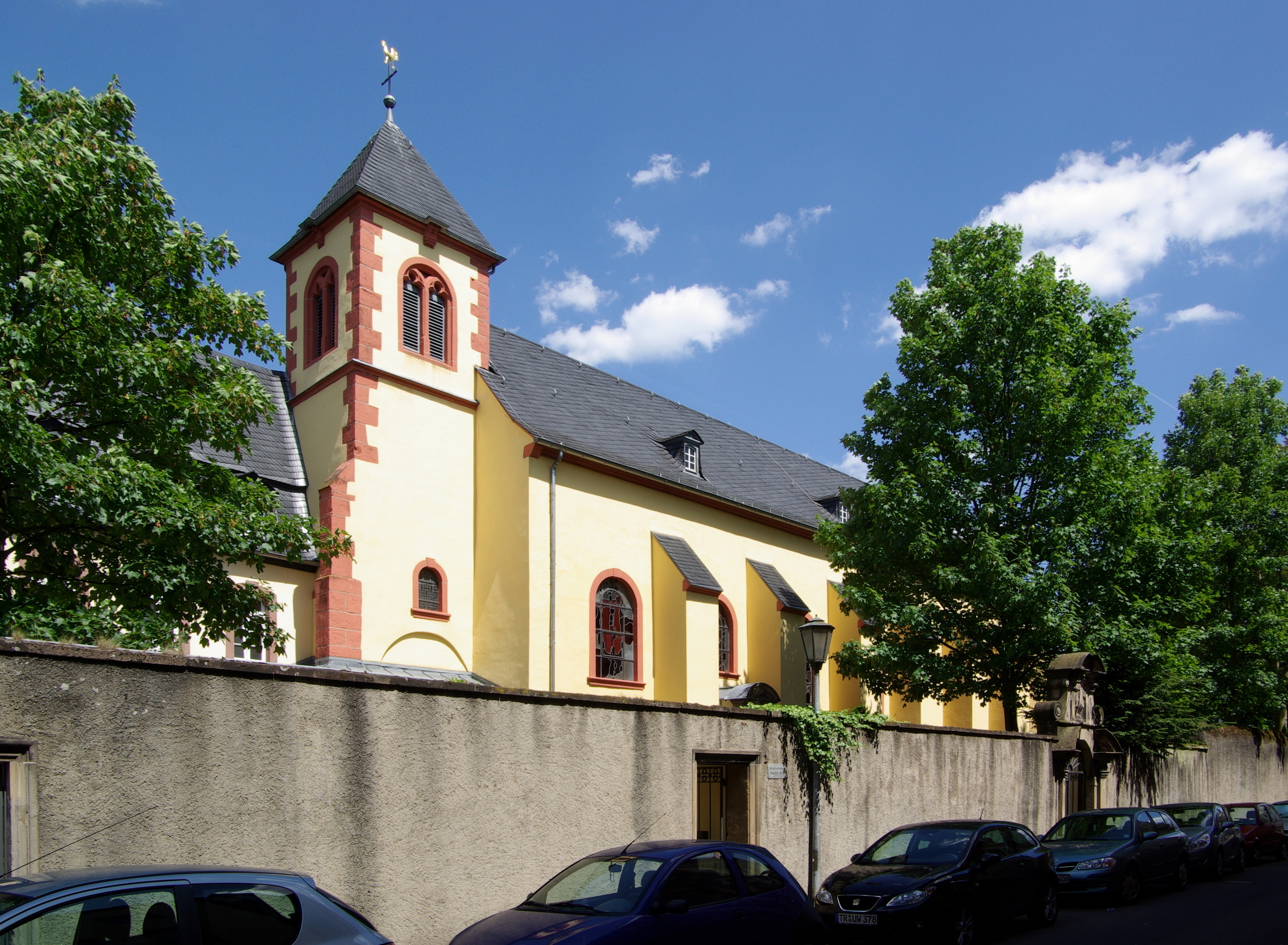
Ehemaliges Klarissenkloster St. Maria Magdalena, Dietrichstraße 30
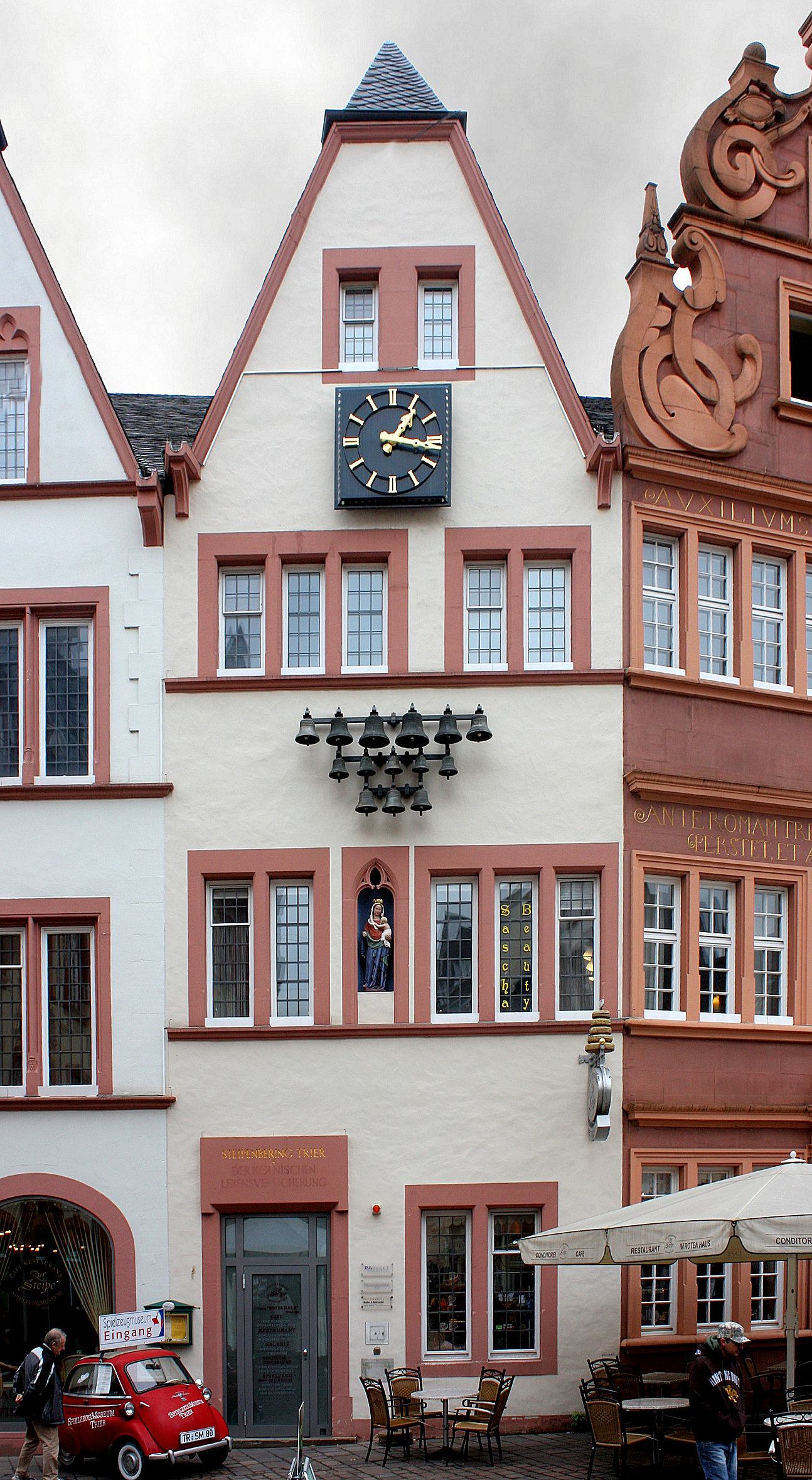
Brähmigsches Haus, Dietrichstraße 53